# Metaparadigma de la enfermería
El metaparadigma en enfermería es el conjunto de conceptos esenciales que identifican los fenómenos de interés para la enfermería, constituye el núcleo disciplinar de la enfermería o bien, el núcleo 
ontológico-epistemológico de la misma
El metaparadigma de enfermería  contiene de manera abstracta los elementos centrales que posibilitan la existencia de la enfermería como disciplina, como práctica y como fenómeno. Existe acuerdo general en las diferentes corrientes teóricas de Enfermería en cuanto a los elementos que constituyen el metaparadigma.          
Tales conceptos son definidos dependiendo el estudio por las diferentes Teóricas en enfermería y cada una aportó al metaparadigma de enfermería como lo fueron Florence Nightingale, Virginia Henderson, Dorothea Orem, Hildegard Peplau, Jean Watson entre otras.
Los conceptos y fenómenos del metaparadigma enfermero son:
- Persona
- Entorno
- Cuidado o enfermería
- Salud

Tales conceptos refieren, por un lado, a fenómenos o realidades relevantes para la enfermería, pero también refieren a los objetos de estudio de la enfermería en tanto ciencia del cuidado. Los conceptos abstractos del metaparadigma aluden también a fenómenos concretos que interactúan entre sí, se encuentran vinculados mutuamente y se integran en una unidad onto-epistemológica que funda los intereses, conocimientos y prácticas de la enfermería. En tanto núcleo ontológico-epistemológico constituye la estructura más abstracta y general de la ciencia enfermera, y dota a la profesión enfermera de un significado concreto y exclusivo, a través de la apertura de un horizonte de comprensión de fenómenos y objetos de estudio que son la base de la enfermería. Los llamados enfermeros teóricos, como Virginia Henderson, Dorothea Orem, Hildegard Peplau o Jean Watson entre muchos otros, han propuesto y desarrollado distintas formas de conceptualizar los fenómenos del metaparadigma, en donde tales conceptualizaciones constituyen perspectivas filosóficas de la enfermería, ya que hunden sus raíces en supuestos filosóficos sobre el modo de ser de la persona, el entorno, el cuidado y la salud. 
Los conceptos-fenómenos del metaparadigma se construyen históricamente a través de la influencia filosófica, social y cultural en que se desenvuelven los conocimientos y prácticas de la enfermería. Esto significa que los conceptos del metaparadigma no han tenido siempre el mismo sentido, sino que estos varían con el desarrollo histórico de la enfermería como ciencia.
Los conceptos-fenómenos del metaparadigma pueden no tener una aplicación empírica evidente, pero hallan en la base de cualquier teoría, método y metodología de la ciencia enfermera. Su determinación constituye propiamente a la filosofía de la enfermería.

## Discusión
Es necesario aclarar que no es lo mismo el metaparadigma de 
enfermería que los llamados "paradigmas de enfermería", ya que el metaparadigma se constituye por los cuatro conceptos mencionados arriba, mientras que los "paradigmas de enfermería" son formas diferentes de conceptualizar e interpretar el significado y contenido de los conceptos del metaparadigma.---
Hay confusión en los desarrollo teóricos de la enfermería ya que plantean conceptos equívocos y poco claros debido al uso de las teorías anglosajonas de enfermería para las cuales es muy popular el empleo del término "paradigma", remitiendo a su uso diversas teorizaciones, con lo que se elude un uso preciso del mismo. Ello aplica también para el concepto de "metaparadigma", que en su sentido etimológico significa "más allá del modelo", lo cual resulta absurdo en tanto que los conceptos que lo constituyen (persona, salud, entorno, cuidado) son más bien la esencia de la Enfermería, el núcleo ontológico-epistemológico de la ciencia enfermera.
Para depurar el uso de estos conceptos, es imprescindible remitir a una fundamentación teórica de la Enfermería mediante la comprensión del concepto de "paradigma" que emplea Kuhn.